# آزادی دانشگاهی
آزادی دانشگاهی مفهومی اخلاقی و حقوقی است که این عقیده را ابراز می‌کند که آزادی از پرسش برای اعضای هیئت علمی برای مأموریت آکادمیا و همچنین اصول آکادمیا ضروری است و محققان باید در تدریس یا ابراز عقاید یا حقایق (از جمله آنهایی که برای گروه‌های سیاسی بیرونی یا مقامات ناخوشایند هستند) آزاد باشند بدون این که هدف سرکوب از دست دادن شغل یا حبس، قرار بگیرند. در حالی که هسته اصلی آزادی دانشگاهی دانشمندانی را که در یک ظرفیت دانشگاهی فعالیت می‌کنند -به عنوان معلمان یا محققانی که دیدگاه‌های علمی را ابراز می‌کنند- پوشش می‌دهد، یک تفسیر گسترده‌تر این مفهوم، این اقدامات حفاظتی شغلی را به سخنان دانشمندان درمورد موضوعات خارج از تخصص حرفه‌ای خود گسترش می‌دهد. این آزادی نوعی از آزادی بیان است.
آزادی آکادمیک یک موضوع بحث‌برانگیز است و بنابراین محدودیت‌هایی در عمل دارد. به عنوان مثال، در ایالات متحده، مطابق «بیانیه ۱۹۴۰ در مورد آزادی علمی و تصدی» از انجمن استادان دانشگاه آمریکا که به‌طور گسترده به رسمیت شناخته شده، معلمان باید مراقب باشند که از موضوعات مناقشه برانگیز که ارتباطی با موضوع مورد بحث ندارند، خودداری کنند. وقتی در ملاء عام سخن می‌گویند یا می‌نویسند، آنها می‌توانند بدون ترس از سانسور یا انضباط سازمانی، نظرات خود را ابراز کنند، اما باید خویشتنداری نشان دهند و به وضوح نشان دهند که از طرف مؤسسه خود صحبت نمی‌کنند. کرسی استادی آکادمیک با تضمین اینکه معلمان فقط به دلایلی از قبیل بی‌کفایتی حرفه‌ای و رفتارهایی که موجب محکومیت خود جامعه دانشگاهی می‌شود، از آزادی دانشگاهی حمایت می‌کند.